# Mathias Kjølø
Mathias Ullereng Kjølø (Oslo, 27 giugno 2001) è un calciatore norvegese, centrocampista del Twente.

## Biografia
È il figlio di Mike Kjølø, ex calciatore professionista.

## Carriera

### Club
Kjølø è cresciuto nelle giovanili del Kjelsås, per poi entrare a far parte di quelle del Vålerenga. Il 26 luglio 2017, Kjølø è passato agli olandesi del PSV con la formula del prestito. Il nuovo club si è riservato un'opzione per l'acquisto a titolo definitivo, sfruttata ufficialmente l'11 dicembre 2017: Kjølø ha firmato un contratto valido fino al 30 giugno 2021.
Il 13 gennaio 2020 ha giocato la prima partita per lo Jong PSV, in Eerste Divisie: ha giocato titolare nel pareggio per 0-0 contro lo Jong Ajax. Il 15 ottobre successivo ha prolungato il contratto che lo legava al PSV, firmando fino al 30 giugno 2023. Ha continuato a giocare per lo Jong PSV ed il 16 ottobre successivo ha segnato il primo gol, nella sconfitta per 5-1 subita in casa del Volendam.
L'8 novembre 2020 ha debuttato in Eredivisie con la prima squadra del PSV, sostituendo Ibrahim Sangaré nella vittoria per 3-0 sul Willem II. Successivamente, Kjølø è stato utilizzato soltanto con lo Jong PSV, mettendo a referto in totale 75 presenze e 5 reti.
L'8 giugno 2022 è stato reso noto il suo passaggio al Twente: ha firmato un contratto triennale, con opzione per un'ulteriore stagione. Ha scelto di vestire la maglia numero 21. Il 4 agosto seguente ha esordito nelle competizioni UEFA per club: è subentrato a Ramiz Zerrouki nella vittoria per 1-3 in casa del Čukarički, sfida valida per i turni preliminari della Conference League. Il 14 agosto è arrivata invece la prima partita in Eredivisie con la nuova maglia, sostituendo ancora Zerrouki nella vittoria per 3-0 sul Fortuna Sittard.

### Nazionale
Kjølø ha giocato per la Norvegia a livello Under-16, Under-17, Under-18, Under-20 e Under-21. Per quanto concerne quest'ultima rappresentativa, ha esordito il 12 ottobre 2021: ha sostituito Johan Hove nel 3-0 contro l'Estonia.

## Statistiche

### Presenze e reti nei club
Statistiche aggiornate all'11 settembre 2022.
| Stagione        | Club            | Campionato      | Campionato | Campionato | Coppe nazionali | Coppe nazionali | Coppe nazionali | Coppe continentali | Coppe continentali | Coppe continentali | Altre coppe | Altre coppe | Altre coppe | Totale | Totale |
| Stagione        | Club            | Comp            | Pres       | Reti       | Comp            | Pres            | Reti            | Comp               | Pres               | Reti               | Comp        | Pres        | Reti        | Pres   | Reti   |
| --------------- | --------------- | --------------- | ---------- | ---------- | --------------- | --------------- | --------------- | ------------------ | ------------------ | ------------------ | ----------- | ----------- | ----------- | ------ | ------ |
| 2019-2020       | Jong PSV        | 1D              | 8          | 0          | -               | -               | -               | -                  | -                  | -                  | -           | -           | -           | 8      | 0      |
| 2020-2021       | Jong PSV        | 1D              | 30         | 4          | -               | -               | -               | -                  | -                  | -                  | -           | -           | -           | 30     | 4      |
| 2021-2022       | Jong PSV        | 1D              | 37         | 1          | -               | -               | -               | -                  | -                  | -                  | -           | -           | -           | 37     | 1      |
| Totale Jong PSV | Totale Jong PSV | Totale Jong PSV | 75         | 5          |                 | -               | -               |                    | -                  | -                  |             | -           | -           | 75     | 5      |
| 2020-2021       | PSV             | ED              | 1          | 0          | CO              | 0               | 0               | UEL                | 0                  | 0                  | -           | -           | -           | 1      | 0      |
| 2022-2023       | Twente          | ED              | 4          | 0          | CO              | 0               | 0               | UECL               | 2                  | 0                  | -           | -           | -           | 6      | 0      |
| Totale carriera | Totale carriera | Totale carriera | 80         | 5          |                 | 0               | 0               |                    | 2                  | 0                  |             | -           | -           | 82     | 5      |